# Libye aux Jeux olympiques d'été de 2012
La Libye participe aux Jeux olympiques d'été de 2012 à Londres, au Royaume-Uni, du 27 juillet au 12 août de cette même année, pour sa 10e fois à des Jeux d'été.

## Athlétisme
Les athlètes de la Libye ont jusqu'ici atteint les minima de qualification dans les épreuves d'athlétisme suivantes (pour chaque épreuve, un pays peut engager trois athlètes à condition qu'ils aient réussi chacun les minima A de qualification, un seul athlète par nation est inscrit sur la liste de départ si seuls les minima B sont réussis), :
hommes
| Athlète              | Épreuve  | Séries   | Séries | Quarts de finale | Quarts de finale | Demi-finales | Demi-finales | Finale   | Finale |
| Athlète              | Épreuve  | Résultat | Rang   | Résultat         | Rang             | Résultat     | Rang         | Résultat | Rang   |
| -------------------- | -------- | -------- | ------ | ---------------- | ---------------- | ------------ | ------------ | -------- | ------ |
| Ali Mabrouk El Zaidi | Marathon | NC       | NC     | NC               | NC               | NC           | NC           | DNF      | -      |

Femmes
| Athlète    | Épreuve    | Séries   | Séries | Quarts de finale | Quarts de finale | Demi-finales | Demi-finales | Finale   | Finale |
| Athlète    | Épreuve    | Résultat | Rang   | Résultat         | Rang             | Résultat     | Rang         | Résultat | Rang   |
| ---------- | ---------- | -------- | ------ | ---------------- | ---------------- | ------------ | ------------ | -------- | ------ |
| Hala Gezah | 100 mètres | 13.24    | 23e    | NC               | NC               | NC           | NC           | NC       | NC     |

## Judo
| Athlète          | Compétition           | 1/32 de finale      | 1/16 de finale                    | 1/8 de finale       | Quarts de finale    | Demi-finales        | Repêchage 1         | Repêchage 2         | Finale              | Finale |
| Athlète          | Compétition           | Adversaire Résultat | Adversaire Résultat               | Adversaire Résultat | Adversaire Résultat | Adversaire Résultat | Adversaire Résultat | Adversaire Résultat | Adversaire Résultat | Rang   |
| ---------------- | --------------------- | ------------------- | --------------------------------- | ------------------- | ------------------- | ------------------- | ------------------- | ------------------- | ------------------- | ------ |
| Ahmed El Kawiseh | Moins de 66 kg hommes | exempt              | Mirzahid Farmonov (UZB) 0002/1011 | -                   | -                   | -                   | -                   | -                   | -                   | -      |

## Natation
| Athlète        | Épreuve        | Séries | Séries | Demi-finales | Demi-finales | Finale | Finale |
| Athlète        | Épreuve        | Temps  | Rang   | Temps        | Rang         | Temps  | Rang   |
| -------------- | -------------- | ------ | ------ | ------------ | ------------ | ------ | ------ |
| El-Gadi Sofyan | 100 m papillon | 56.99  | 41     | -            | -            | -      | -      |